# (467035) 2016 CB211
(467035) 2016 CB211 es un asteroide perteneciente al cinturón de asteroides, descubierto el 22 de agosto de 2007 por el equipo Spacewatch desde el Observatorio Nacional de Kitt Peak (Arizona, Estados Unidos).